# Грабовецкий, Аркадий Фёдорович
Аркадий Фёдорович Грабовецкий (23 октября 1865 — ?) — железнодорожный рабочий,  депутат Государственной думы I созыва от Киевской губернии.

## Биография

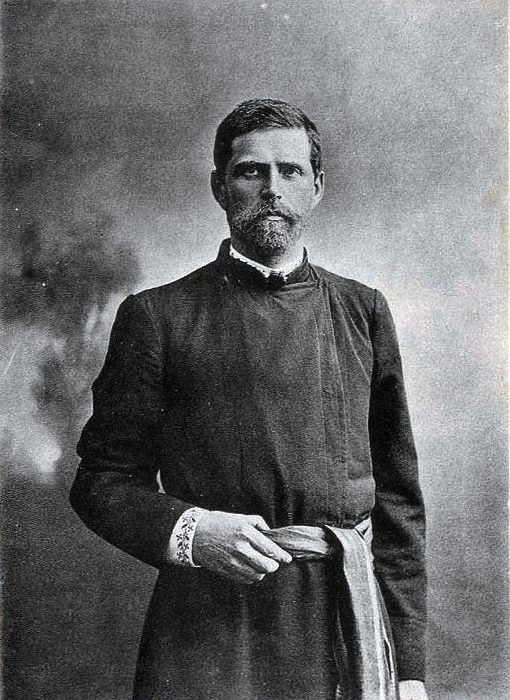
А. Ф. Грабовецкий, 1907

По национальности украинец («малоросс»), православный. По происхождению крестьянин села Турбовки Сквирского уезда Киевской губернии. Окончил начальное училище. С 13 лет жил в Киеве, где стал учеником сапожника. Занимался самообразованием, много читал особенно на украинском языке, был поклонником творчества Тараса Шевченко, произведения которого почти полностью знал наизусть. В 17 лет начал работать на Новоселицкой линии Юго-Западной железной дороги, был рабочим в Самарканде и на Маньчжурской линии. Организатор чтений-бесед по общественно-политическим вопросам для крестьян. Политическая позиция в момент выборов в Государственную Думу определялась как «левее партии народной свободы».
21 апреля 1906 избран в Государственную думу I созыва от общего состава выборщиков Киевского губернского избирательного собрания. Вошёл в Конституционно-демократическую фракцию, одновременно активно участвовал в работе Украинской громады. Состоял в Распорядительной комиссии Думы. Поставил свою подпись под законопроектом «О гражданском равенстве». Участвовал в прениях по вопросам об отсрочке рассмотрения законопроекта «Об отмене смертной казни», о Государственном совете, по аграрному вопросу, о мобилизации казачьих войск. По последнему поводу его выступление являлось короткой репликой:

Тут нам говорят: «что будет, если взбудоражится патриотизм?» Я бачу, что будет, як он взбудоражится: то будет идиотизм!" (смех, аплодисменты)
Важно отметить, что только Аркадий Грабовецкий и депутат Николай Онацкий выступали в Думе на украинском языке, при этом председатель Думы С. А. Муромцев их не прерывал. После роспуска Думы подвергся подвергался нападкам со стороны радикально настроенного крестьянства.

«Мы теперь хорошо поразмыслим, как будем выбирать, чтобы вдруг человек, которого выберем, не стал потом оборотнем, либо не прибился к панскому гурту, вот как, наш трубивский Аркадий Грабовецкий». Надо правду сказать, что большая часть крестьян очень недовольна бывшим депутатом Грабовецким. Не понравилось крестьянам, что он присоединился к кадетам, а не к трудовикам, не понравился и взгляд его на главнейший — земельный вопрос. А после разгона Думы, крестьяне очень были возмущены Грабовецким, когда узнали, что он не подписал Выборгское воззвание. 
В 1926 году был репрессирован, в результате репрессий утратил имущество. До Второй мировой войны жил с семьей в городе Умани Черкасской области и в Киеве. Род занятий в это время неизвестен.
После войны до 1946 года находился в лагере перемещенных лиц в окрестностях Мюнхена. Дата смерти неизвестна.

### Рекомендованные источники
- Российский государственный исторический архив. Фонд 1278. Опись 1 (1-й созыв). Дело 122. Лист 16; Фонд 1327. Опись 1.1905 год. Дело 141. Лист 74 оборот-75; Дело 143. Лист 60 оборот-61.